# Yttre-Hemmingen
Yttre-Hemmingen är en sjö i Norsjö kommun i Västerbotten och ingår i Rickleåns huvudavrinningsområde. Sjön har en area på 0,466 kvadratkilometer och ligger 322 meter över havet.

## Delavrinningsområde
Yttre-Hemmingen ingår i det delavrinningsområde (719300-167975) som SMHI kallar för Utloppet av Stensträsket. Medelhöjden är 321 meter över havet och ytan är 24,24 kvadratkilometer. Det finns inga avrinningsområden uppströms utan avrinningsområdet är högsta punkten. Sikån som avvattnar avrinningsområdet har biflödesordning 2, vilket innebär att vattnet flödar genom totalt 2 vattendrag innan det når havet efter 121 kilometer. Avrinningsområdet består mestadels av skog (76 procent). Avrinningsområdet har 3,2 kvadratkilometer vattenytor vilket ger det en sjöprocent på 13,2 procent.